# Condado de La Salle (Texas)
O Condado de La Salle é um dos 254 condados do estado norte-americano do Texas. A sede do condado é Cotulla, e sua maior cidade é Cotulla.
O condado possui uma área de 3 870 km² (dos quais 14 km² estão cobertos por água), uma população de 5 866 habitantes, e uma densidade populacional de 2 hab/km² (segundo o censo nacional de 2000).
O condado foi criado em 1858.